# Доленє Скопиці
Доленє Скопиці (словен. Dolenje Skopice) — поселення в общині Брежиці, Споднєпосавський регіон, Словенія. Висота над рівнем моря: 150,4 м.